# Xosé Lluis García Arias
Xosé Lluis García Arias (6 de maig de 1945, Teberga, Principat d'Astúries) és un filòleg i escriptor asturià, primer president de l'Acadèmia de la Llengua Asturiana des de la seva fundació el 1981 fins a 2001.

## Biografia
Després de cursar el batxillerat a Palència i Pontevedra, el 1970 es va llicenciar en Filosofia i Lletres a la Universitat d'Oviedo, on el 1974 també va treure el títol de Doctor en Filologia Romànica. Va ser professor en les universitats d'Oviedo, Valladolid i León. Cofundador i primer president de Conceyu Bable, és autor de nombrosos articles, conferències, ponències en congressos i llibres. La seva obra és sobretot assagística, encara que també es dedica a la traducció a l'asturià de poemes i llibres com El petit príncep d'Antoine de Saint-Exupéry.